# Fronte Social Democratico
Il Fronte Social Democratico (in francese Front Social Démocrate - FSD; in inglese Social Democratic Front - SDF) è un partito politico di orientamento socialdemocratico fondato in Camerun nel 1990.
È uno dei principali partiti politici di opposizione del Paese, contrapponendosi al governo di Paul Biya, Presidente del Camerun dal 1982.
Le sue roccaforti sono le regioni anglofone nell'ovest del paese.

## Risultati
| Elezione          | Seggi    |
| ----------------- | -------- |
| Parlamentari 1997 | 43 / 180 |
| Parlamentari 2002 | 22 / 180 |
| Parlamentari 2007 | 16 / 180 |
| Parlamentari 2013 | 18 / 180 |
| Parlamentari 2020 | 5 / 180  |

| Elezione           | Elezione | Candidato    | Voti    | %     | Esito         |
| ------------------ | -------- | ------------ | ------- | ----- | ------------- |
| Presidenziali 2011 | I turno  | John Fru Ndi | 518.175 | 10,71 | ❌ Non eletto |
| Presidenziali 2018 | I turno  | Joshua Osih  | 118.706 | 3,36  | ❌ Non eletto |